# Олесь Дудар
Олесь Дудар (біл. Алесь Дудар, (24 грудня 1904 , Navasiolkid, Мінська губернія  — 29 жовтня 1937 , Мінськ )) — білоруський письменник, поет та перекладач
Був репресований 1937 року, у віці 32 років. Реабілітований в 1957.

## Життєпис
Народився 24 грудня 1904 року в селянській родині в селі Новосьолки (нині Петриківський район Гомельської області). Під час Першої світової війни сім'я виїхала до міста Козлов Тамбовської губернії (сьогодні Мічурінськ), а навесні 1917 року переїхала до Мінська, де поет у 1921 році закінчив середню школу.
Брав участь у роботі пересувного драматичного театру Владислава Голубка. 1923 року був одним із шести поетів-організаторів першого в Білоруській РСР літературного об'єднання «Маладняк». У 1924—1925 роках проживав у Полоцьку, організував тут філію організації «Маладняк», працював в полоцькій газеті «Червоний орач». У 1927 році вступив до білоруського літературного об'єднання «Плам'я». Цього ж року вступив до лінгвістичного відділення педагогічного факультету Білоруського державного університету. За політичними мотивами був змушений залишити університет в 1928 році.
Своїми статтями «Досить анекдотів» та «Топтання на місці», опублікованими газетою «Радянська Білорусь» у листопаді 1928 року, започаткував т.зв. "театральної дискусії". Проаналізувавши постановки БДТ-1, критик виступив за національну самобутність білоруського театру, закликавши очистити його від перекладних російських п'єс, урізноманітнити українськими та іноземними, а насамперед — власне білоруськими.
29 березня 1929 року за публікацію вірша «Пасікли наш край папалам…» (білор. «Посікли наш край навпіл») поета було заарештовано і вислано в Смоленськ. 22 червня 1930 року давав свідчення у справі «Союзу звільнення Білорусі» (насправді вигаданого чекістами).

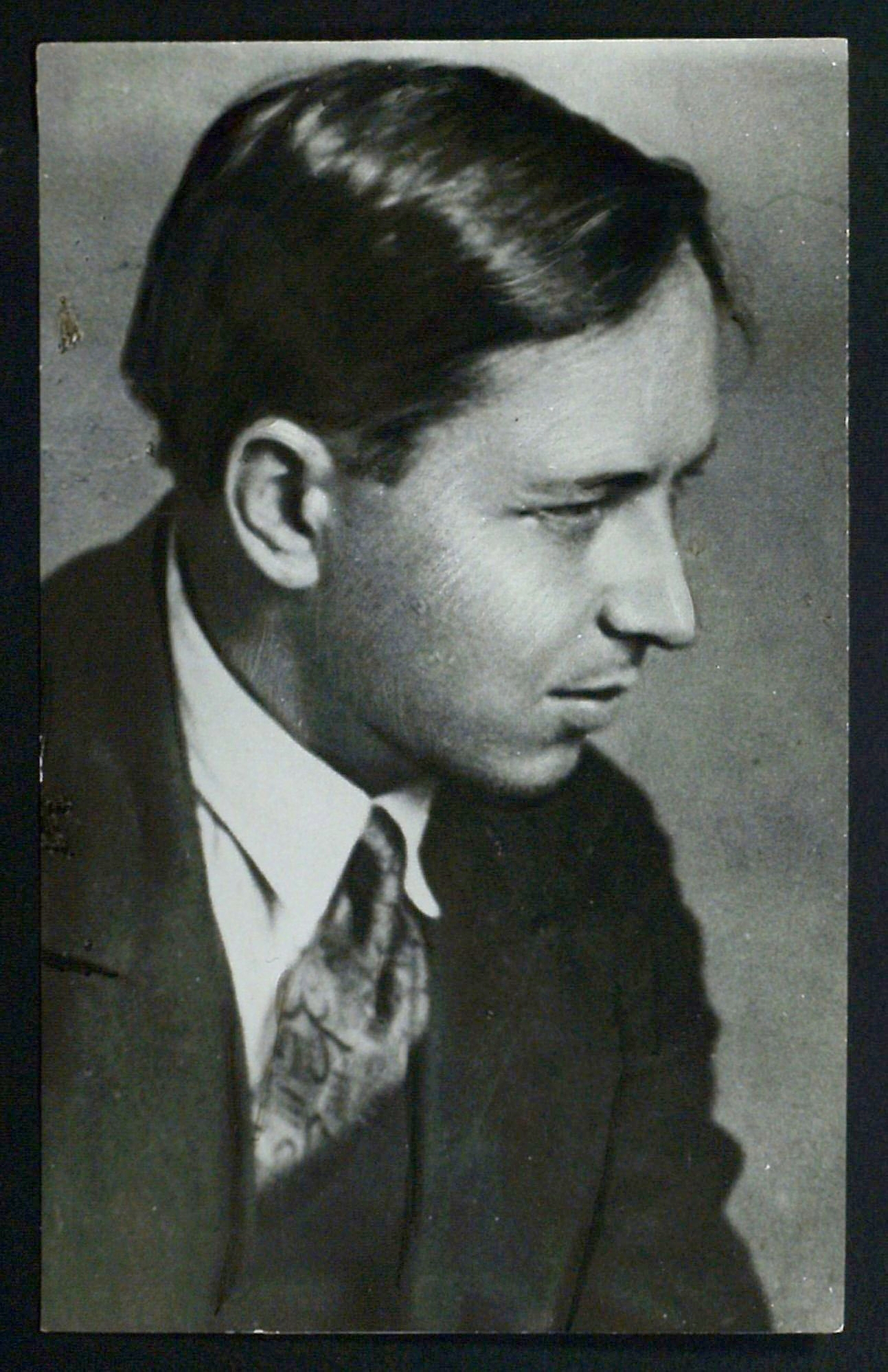
1930-ті

1932 року поет отримав можливість повернутися до Мінська, де продовжив заняття літературною діяльністю, співпрацював із театром опери та балету. У 1934 році — член СП БРСР. 31 жовтня 1936 року його було заарештовано. 28 жовтня 1937 року поет був засуджений трійкою до розстрілу за звинуваченням в участі в «антирадянській об'єднаній шпигунсько-терористичній націонал-фашистській організації», наступного дня розстріляний в Піщалівському замку серед 36 осіб страчених у ніч з 29 на 30 жовтня. 
Був реабілітований посмертно 21 вересня 1957 року. Місце поховання невідоме.

### Поезія
- Збірка віршів «Беларусь бунтоўная (Білорусь бунтівна)» (1925)
- вірші «Сонечнымі сцежкамі» («Сонячними стежками») (1925)
- Збірка віршів  «І залацісцей, і сталёвей» (1926)
- Збірка віршів «Вежа» (1928)
- Поема «Шанхайскі шоўк» («Шанхайський шовк») (1926)
- Поема «Слуцак» («Слуцьк») (1935)

### Проза
- Роман «Ваўчаняты» (співавтор О. Олександрович, О. Вольный; «Вовченята») (1925)
- Збірка оповідань «Марсельеза» (1927)

### Критика
- «Пра літаратурныя справы» (під псевдонімом Т. Глыбоцкі; «Про литературні справи») (1928)

### Переклади
Перекладав білоруською з французької, німецької, російської. Були видані : 
- «Обрані вірші » С. Станде (1932)
- Повість «Нова земля» Ф. Гладкова (1932)
- Роман «Крила авіаспіралі : виробничий роман в 5 частинах» В. Кузьмича (1932)
- Драма «Вильгельм Тель» Ф. Шиллера (1934)
- Комедія «Божевільний день, або Одруження Фігаро» П. Бомарше (1936)